# Bohumil Kožela
Bohumil Kožela (* 29. srpna 1938 Uherský Ostroh) je bývalý český hokejový obránce. Po skončení aktivní kariéry působil jako trenér Zlína a hokejový funkcionář.

## Hokejová kariéra
Začínal v DSO Tatran Uherský Ostroh. Během vojny hrál za tým VTJ Dukla Zvolen. V československé lize hrál za TJ Gottwaldov. Odehrál 6 ligových sezón, nastoupil ve 156 ligových utkáních, dal 19 gólů a měl 18 asistencí. Končil ve Vsetíně.

## Klubové statistiky
| Sezona    | Klub             | Soutěž  | Základní část | Základní část | Základní část | Základní část | Základní část |
| Sezona    | Klub             | Soutěž  | Z             | G             | A             | B             | TM            |
| --------- | ---------------- | ------- | ------------- | ------------- | ------------- | ------------- | ------------- |
| 1957/1958 | VTJ Dukla Zvolen | 3. liga | -             | -             | -             | -             | -             |
| 1958/1959 | VTJ Dukla Zvolen | 3. liga | -             | -             | -             | -             | -             |
| 1959/1960 | TJ Gottwaldov    | 2. liga | -             | -             | -             | -             | -             |
| 1960/1961 | TJ Gottwaldov    | 1. liga | 29            | 1             | 1             | 2             | 12            |
| 1961/1962 | TJ Gottwaldov    | 2. liga | -             | -             | -             | -             | -             |
| 1962/1963 | TJ Gottwaldov    | 2. liga | -             | 15            | -             | -             | -             |
| 1963/1964 | TJ Gottwaldov    | 1. liga | 28            | 11            | 7             | 18            | 14            |
| 1964/1965 | TJ Gottwaldov    | 1. liga | 29            | 5             | 4             | 9             | 14            |
| 1965/1966 | TJ Gottwaldov    | 1. liga | 30            | 1             | 6             | 7             | 4             |
| 1966/1967 | TJ Gottwaldov    | 1. liga | 25            | 0             | 0             | 0             | 2             |
| 1967/1968 | TJ Gottwaldov    | 1. liga | 15            | 1             | 0             | 1             | -             |